# Białobrzeg
Białobrzeg – wieś w Polsce położona w województwie wielkopolskim, w powiecie wrzesińskim, w gminie Pyzdry, na terenie Nadwarciańskiego Parku Krajobrazowego.
Pierwotnie wieś olęderska. W XXI wieku nastąpił rozwój turystyki, w tym agroturystyki, a także turystyki ornitologicznej (bazą jest Chatka Ornitologa – punkt wypadowy dla miłośników obserwacji ptaków). Miejscowość jest popularna wśród miłośników grzybobrań i wędkarzy. Warunkuje to jej położenie – na skraju rozlewisk i starorzeczy warciańskich oraz lasów i łąk Puszczy Pyzdrskiej. Elektryfikacja wsi nastąpiła w 1964, a droga asfaltowa z Wrąbczynkowskich Holendrów została zbudowana w 2005. 
W latach 1975–1998 miejscowość administracyjnie należała do województwa konińskiego.